# Pararge luteavividior
Pararge luteavividior är en fjärilsart som beskrevs av Ruggero Verity 1922. Pararge luteavividior ingår i släktet Pararge och familjen praktfjärilar. Inga underarter finns listade i Catalogue of Life.